# Liz Williams
Liz Williams (Gloucester, 26 febbraio 1965) è una scrittrice britannica specializzata in fantascienza e fantastico.

## Biografia
Liz Williams è figlia di un illusionista e di Veronica Williams, scrittrice di romanzi gotici che ha pubblicato diversi libri per Robert Hale tra la fine degli anni settanta e i primi anni ottanta.
Ha conseguito un dottorato di ricerca in Filosofia della scienza a Cambridge (per il quale il suo supervisore era Peter Lipton). 
Suoi racconti sono stati pubblicati sulle riviste Asimov, Interzone, The Third Alternative, Visionary Tongue e Urania. Ha pubblicato un centinaio di racconti in antologie collettive.
Il suo romanzo di esordio, The Ghost Sister, è stato stampato nel 2001 ed ha ricevuto una nomination per il Philip K. Dick Award, così come il suo secondo romanzo, Empire of Bones, del 2002.
Dalla metà degli anni Novanta fino al 2000, ha vissuto e lavorato in Kazakistan: questa esperienza ha influito sul suo libro del 2003 Nine Layers of Sky dove la scrittrice rielabora l'antico mito del Bogatyr Il'ja Muromec, e di Manas. 
Tiene una rubrica regolare sul The Guardian online. 

## Opere

### Romanzi
- The Ghost Sister, Bantam Spectra, 2001
- Empire of Bones, Bantam Spectra, 2002, poi Pan Macmillan, 2003 poi 2013
- The Poison Master, Bantam Spectra, 2003, poi Pan Macmillan, 2004, poi Open Road Integrated Media 2017 (3 ristampe)
  - De Gifmeester, Uitgeverij M, 2004
- Nine Layers of Sky, Bantam Spectra, 2003, poi Pan Macmillan, 2004 e 2005

### Serie Banner of Souls
- Banner of Souls, Bantam Spectra, 2004, poi Pan Macmillan, 2005, poi Tor UK, 2006
- Winterstrike, Tor UK, 2008, poi 2009 e 2013
- Phosphorus, NewCon Press, 2018

### Serie I libri dell'Ispettore Chen
- Snake Agent, Night Shade Books, 2005, 2006, 2008. poi Open Road Integrated Media 2013
  - Aavekauppiaan tytär, Like, 2012
    - L'inspecteur Zhen et la traite des âmes, L'Atalante, 2014
- The Demon and the City, Night Shade Books, 2006, 2007, 2008 poi Open Road Integrated Media, 2013
  - Demonien taivas, Like, 2013
- Precious Dragon, Night Shade Books, 2007, 2008, 2009 poi Open Road Integrated Media, 2013
  - Kultainen lohikäärme, Like, 2014
- The Shadow Pavilion, Night Shade Books, 2009, 2010 poi Open Road Integrated Media, 2013
- The Iron Khan, Morrigan Books, 2010, poi Open Road Integrated Media, 2013

### SerieDarkland
- Darkland, Pan Macmillan, 2006 e 2007 poi Tor UK, 2013
- Bloodmind, Pan Macmillan, 2007 e 2008 poi Tor UK, 2010

### Antologie personali di racconti
- The Banquet of the Lords of Night and Other Stories, Night Shade Books, 2004 (2 edizioni)
- A Glass of Shadow, Night Shade Books, 2011 (3 edizioni, una in ebook)
- The Light Warden, Night Shade Books, 2015 (anche in ebook)

### Saggistica
- Liz Williams e Trevor Jones, Diary of a Witchcraft Shop, NewCon Press, 2011
- Liz Williams e Trevor Jones, Diary of a Witchcraft Shop 2, NewCon Press, 2012